# Fiji
Fiji – utwór muzyczny polskiego rapera Taco Hemingwaya. Pochodzi z jego drugiego albumu studyjnego, Café Belga, wydanego 13 lipca 2018 roku nakładem Taco Corp i Asfalt Records.

## Informacje o utworze
„Fiji”, wraz z resztą albumu Café Belga, został nagrany w 2018 roku w Studiu Nagrywarka w Warszawie. Utwór został wyprodukowany przez Borucciego, zaś autorem tekstu jest Szcześniak. 12 lipca 2018 roku raper umieścił cały album w serwisie YouTube, udostępnił darmowo w formacie digital download na swojej stronie internetowej i rozpoczął przedsprzedaż w sklepie Asfalt Shop. Właściwa sprzedaż rozpoczęła się dzień później.
Według Rafała Samborskiego z serwisu Interia.pl, „Fiji” czerpie ze stylistyki dancehallowej. Jakub Rusak z czasopisma „CKM” nazwał utwór „afrotrapowym” i porównał do muzyki Taconafide, czyli duetu złożonego z Hemingwaya i Quebonafide. Dawid Kosiński z portalu Spider’s Web nazwał piosenkę rozrywkową i bujającą, zaś Jacek Sobczyński z portalu Newonce porównał ją do singla „Deszcz na betonie” (2016). Podmiot liryczny utworu zwraca się do kobiety i podkreśla swoje podirytowaniem faktem, że ta nie odpisuje na jego wiadomości. W zwrotkach Hemingway stosuje liczne porównania, zaś w refrenie zastępuje rap śpiewem, który – zdaniem Samborskiego – „podkreśla tylko prześmiewczy charakter numeru”. Dziennikarz ocenił, że „Fiji” jest jedynym udanym momentem śpiewanym na albumie.
Mimo braku wydania na singlu, „Fiji” był emitowany w radiu, dzięki czemu dostał się na ogólnopolską listę AirPlay – Top, docierając po pierwszym tygodniu września na jej trzydzieste miejsce. Utwór zdobył nominację do plebiscytu Popkillery 2019 w kategorii Singiel roku. W głosowaniu internautów zajął 26. miejsce.

## Notowania

### Listy airplay
| Autor                           | Notowanie                  | Najwyższa pozycja |
| ------------------------------- | -------------------------- | ----------------- |
| Związek Producentów Audio-Video | AirPlay – Top              | 26                |
| Związek Producentów Audio-Video | AirPlay – Nowości          | 2                 |
| Związek Producentów Audio-Video | AirPlay – Największe skoki | 2                 |

### Listy przebojów
| Autor           | Notowanie                   | Najwyższa pozycja |
| --------------- | --------------------------- | ----------------- |
| Radio Eska      | 2× Gorąca 20                | 5                 |
| Radio Poznań    | Lista przebojów             | 2                 |
| Radio Szczecin  | Szczecińska Lista Przebojów | 1                 |
| RMF Maxxx       | Hop Bęc                     | 3                 |
| Radio Strefa FM | Strefa hitów                | 1                 |
| Weekend FM      | HitPort                     | 1                 |

### Listy całoroczne (2018)
| Autor          | Notowanie                   | Najwyższa pozycja |
| -------------- | --------------------------- | ----------------- |
| Radio Eska     | Gorąca Setka                | 23                |
| Radio Poznań   | Lista przebojów             | 50                |
| Radio Szczecin | Szczecińska lista przebojów | 3                 |
| RMF Maxxx      | Hop Bęc                     | 16                |

## Personel
Źródła:
- Filip Szcześniak – słowa, wokal
- Jan Kwapisz – realizacja dźwięku
- Boris „Borucci” Neijenhuis – produkcja muzyczna
- Rafał Smoleń – miksowanie, mastering

Nagrania dokonano w Studiu Nagrywarka w Warszawie.